# Morenia ocellata
Morenia ocellata là một loài rùa trong họ Emydidae. Loài này được Duméril & Bibron mô tả khoa học đầu tiên năm 1835.

## Hình ảnh

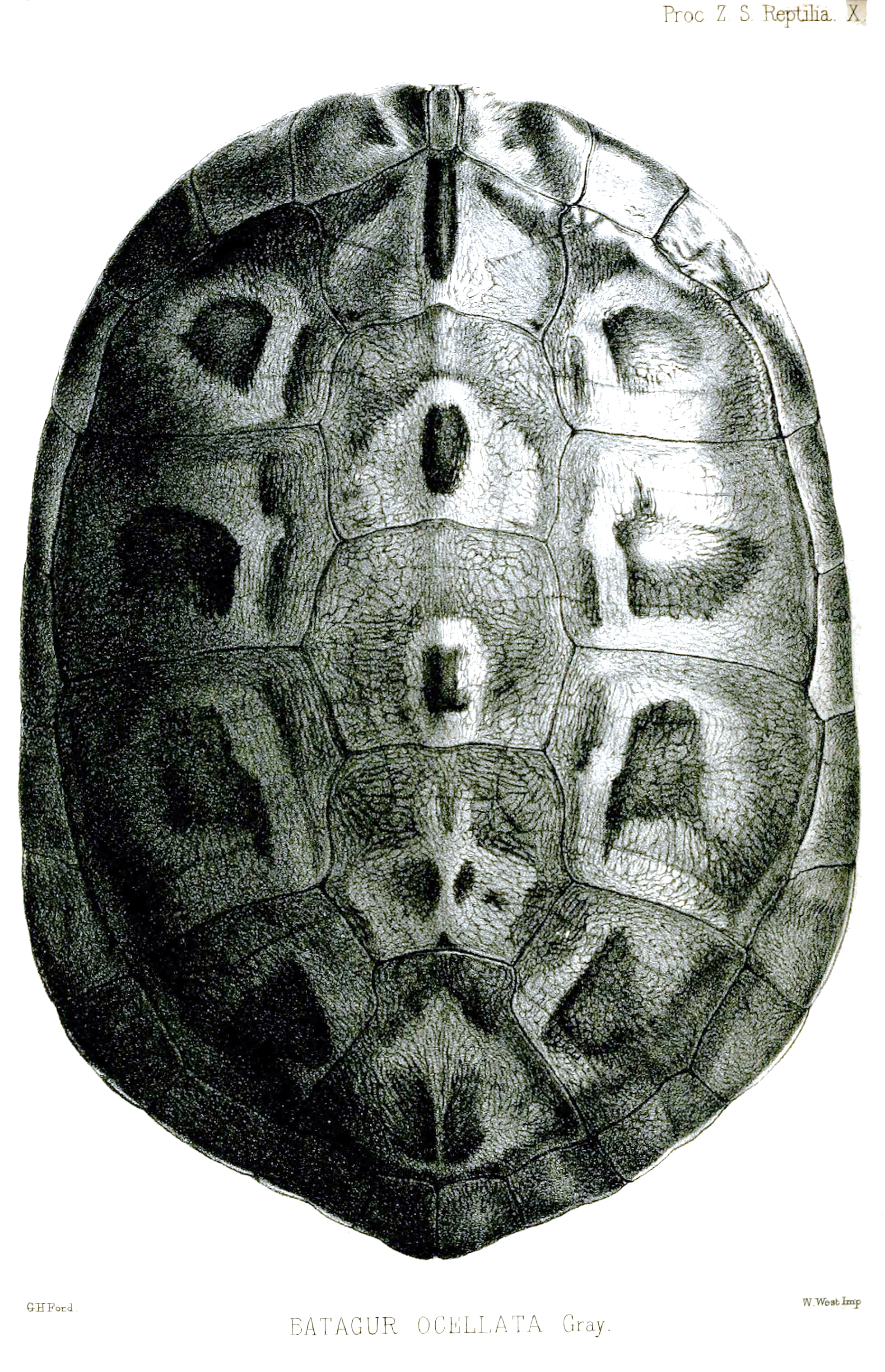
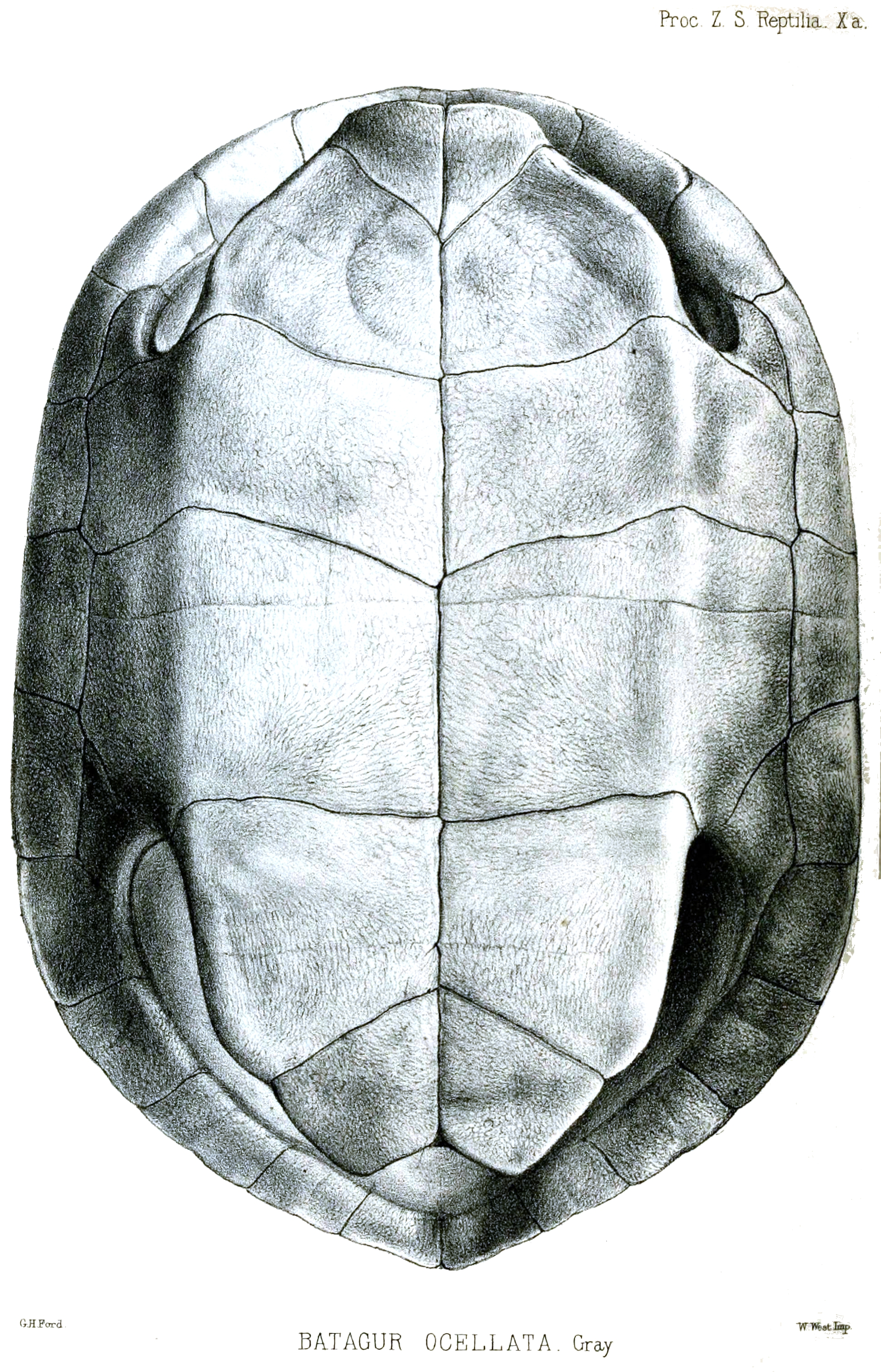
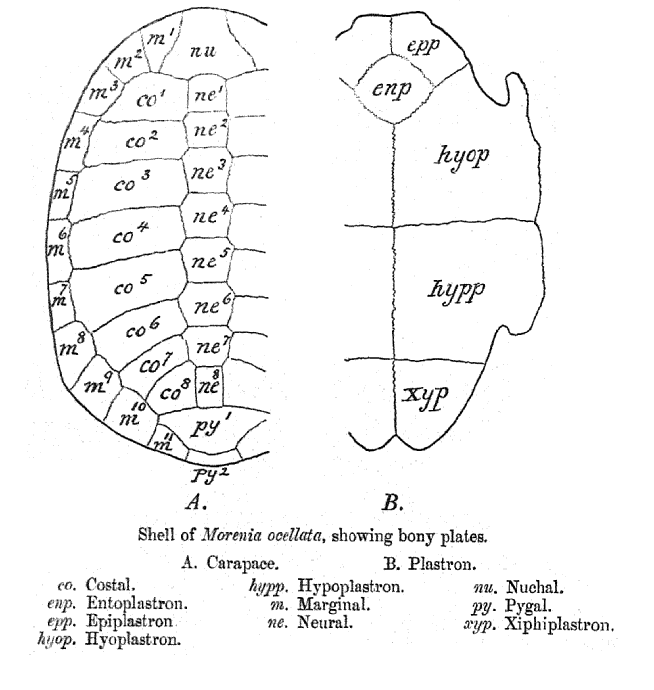